# Elbridge (village, New York)
Ne doit pas être confondu avec Elbridge (ville, New York).
Elbridge est un village du comté d'Onondaga, dans l'État de New York, aux États-Unis,. En 2010, il comptait une population de 1 058 habitants.

## Démographie
Lors du recensement de 2010, le village comptait une population de 1 058 habitants. Elle est estimée, en 2019, à 998 habitants.